# Phymatidium
Phymatidium – rodzaj roślin z rodziny storczykowatych (Orchidaceae). Obejmuje 9 gatunków występującyh w Ameryce Południowej w Argentynie, Brazylii i Paragwaju.

## Systematyka
Rodzaj sklasyfikowany do podplemienia Oncidiinae w plemieniu Cymbidieae, podrodzina epidendronowe (Epidendroideae), rodzina storczykowate (Orchidaceae), rząd szparagowce (Asparagales) w obrębie roślin jednoliściennych.
Wykaz gatunków
- Phymatidium aquinoi Schltr.
- Phymatidium delicatulum Lindl.
- Phymatidium falcifolium Lindl.
- Phymatidium geiselii Ruschi
- Phymatidium hysteranthum Barb.Rodr.
- Phymatidium limae Porto & Brade
- Phymatidium mellobarretoi L.O.Williams & Hoehne
- Phymatidium microphyllum (Barb.Rodr.) Toscano
- Phymatidium vogelii Pabst